# 元美國際映像
元美國際映像有限公司（WAN-MI AV-Arts Int'l Co., Ltd.），是台灣的一家交換卡片遊戲代理公司，現已淡出動畫代理發行業務。

## 交換卡片遊戲
- 卡片鬥爭!! 先導者
- Weiß Schwarz
- 未來卡片 戰鬥夥伴
- ChaosTCG

## 動畫
- GEAR戰士電童（GEAR戦士電童）
- 變裝遊戲（こすぷれCOMPLEX）
- 魂狩
- 超人公寓（住めば都のコスモス荘 すっとこ大戦ドッコイダー）
- 雲海歷險（プラスチックリトル）
- 闇與帽子與書的旅人（ヤミと帽子と本の旅人）

## 外部連結
- 元美國際映像有限公司 （页面存档备份，存于）
- 元美國際映像的Facebook專頁